# Villa Henrijean
La villa Henrijean ou villa Henrijean-Hennet est une maison de style Art nouveau située sur les hauteurs de la ville belge de Spa, dans un quartier où les villas cossues se succèdent. Elle est nommée par les Spadois White House.

## Architecte
La villa Henrijean fut réalisée en 1896 dans le style Art nouveau pour le professeur liégeois Henrijean par l'architecte Paul Jaspar, auteur de nombreuses maisons principalement à Liège comme la Maison Jaspar, la Maison du docteur Janssens-Lycops ou la Maison Van der Schrick. Cette villa est située avenue du Professeur Henrijean au n° 19/21 à Spa dans les Ardennes belges.

## Style
Toitures aux versants multiples en ardoises grises du pays, ravissante petite tourelle sur le côté gauche de la  façade, pignon latté, baies agrémentées de petits bois blancs formant une multitude de carrés vitrés, briques peintes en blanc, treille recouverte de végétation et parc arboré procurent une belle harmonie à cette construction aux allures de manoir anglo-normand. 
Avec la villa le Bloemenwerf à Uccle dessinée par Henry Van de Velde un an auparavant dans un style assez proche de la Villa Henrijean (couleur blanche, petits bois droits, ardoises, pignon latté en façade) et la Villa l'Aube à Cointe (Liège) conçue par Gustave Serrurier-Bovy comme habitation personnelle, il s'agit ici d'une des rares villas de style Art nouveau en Belgique.

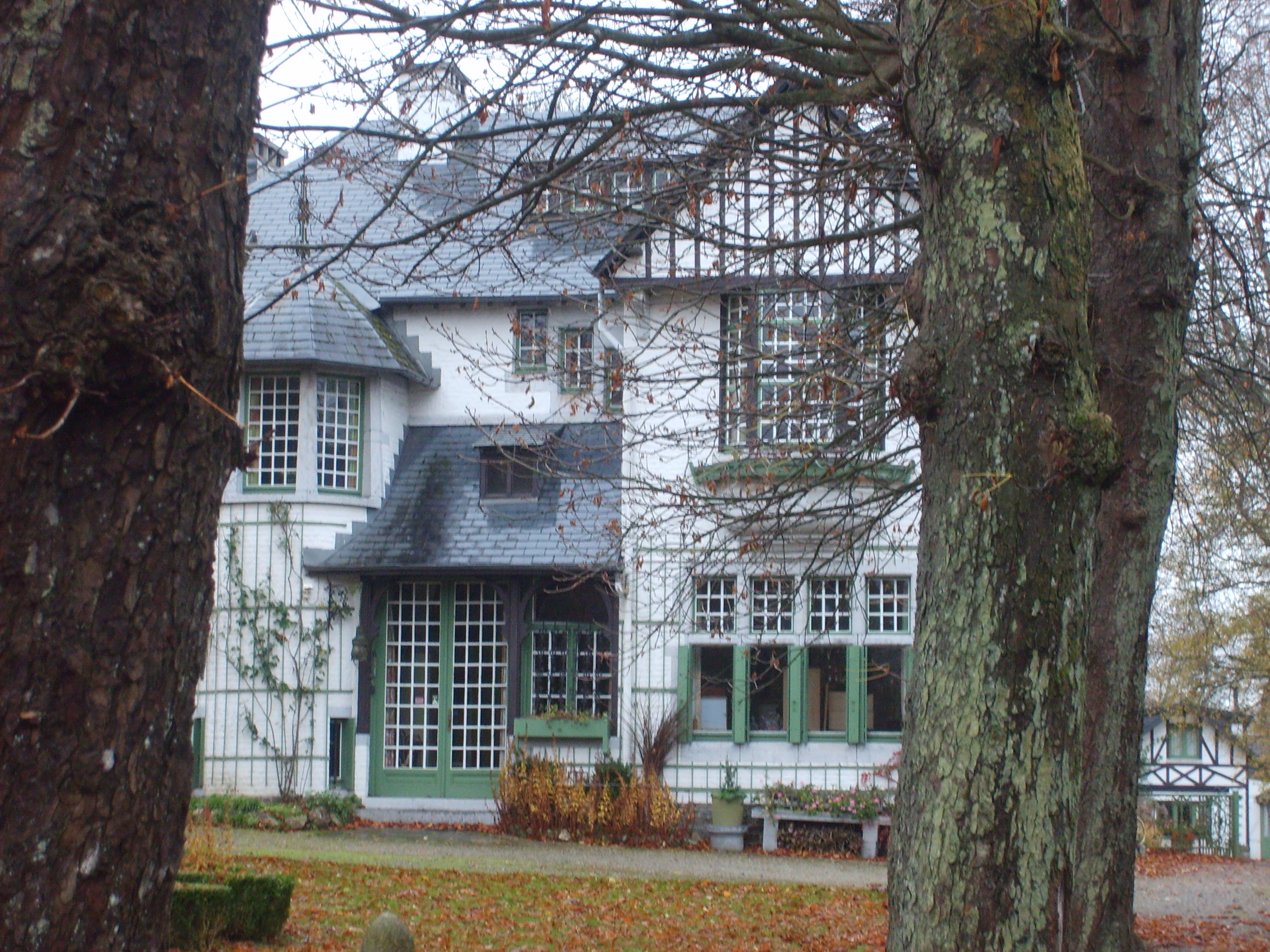
Villa Henrijean à Spa

## Sources
- Alice Delvaille et Philippe Chavanne, L'Art nouveau en Province de Liège, 2002, pages 88/89,  (ISBN 2-87114-188-6)
- http://spw.wallonie.be/dgo4/site_ipic/index.php/fiche/index?sortCol=2&sortDir=asc&start=0&nbElemPage=10&filtre=&codeInt=63072-INV-0209-01
- http://www.sparealites.be/des-villas-spadoises-une-conception-de-la-cure-thermale, p. 4.